# ستيفن جاكوبسن
ستيفن جاكوبسن (بالإنجليزية: Stephen Jacobsen) هو مهندس طب حيوي ‏ أمريكي، ولد في 15 يوليو 1940 في سولت ليك في الولايات المتحدة، وتوفي بنفس المكان في 3 أبريل 2016.